# Indicele Bursei de Valori București
BET (Bucharest Exchange Trading Index) este primul indice dezvoltat de Bursa de Valori București și reprezintă indicele de referință al pietei locale de capital. BET reflectă evoluția celor mai tranzacționate 20 companii de pe Piața Reglementată a BVB, exclusiv societățile de investiții financiare (SIF-uri). Este un indice de preț ponderat cu capitalizarea free floatului, ponderea maximă a unui simbol fiind de 20%.Criteriul principal de selecție al societăților în indice este lichiditatea. Începând cu anul 2015, pentru selecție se aplică și criterii legate de transparența emitenților și calitatea raportărilor și a comunicării acestora cu investitorii.

## Componența indicelui BET
| Companie                                | Domeniul de activitate   | Simbol bursă                                          | Ponderea în index (%) |
| --------------------------------------- | ------------------------ | ----------------------------------------------------- | --------------------- |
| Banca Transilvania S.A.                 | bancar                   | TLV Arhivat în 31 decembrie 2010, la Wayback Machine. | 20,64                 |
| S.P.E.E.H. HIDROELECTRICA S.A.          | electricitate            | H2O                                                   | 17,23                 |
| OMV Petrom S.A.                         | petrolier                | SNP Arhivat în 16 decembrie 2010, la Wayback Machine. | 17,10                 |
| S.N.G.N. Romgaz S.A.                    | gaze naturale            | SNG                                                   | 9,39                  |
| BRD - Groupe Societe Generale           | bancar                   | BRD Arhivat în 31 decembrie 2010, la Wayback Machine. | 7,85                  |
| S.N. Nuclearelectrica S.A.              | electricitate            | SNN                                                   | 4,50                  |
| Digi Communications N.V.                | telecomunicatii          | DIGI                                                  | 2,85                  |
| Fondul Proprietatea SA                  | fonduri mutuale          | FP Arhivat în 3 noiembrie 2014, la Wayback Machine.   | 2,73                  |
| S.N.T.G.N. Transgaz S.A.                | gaze naturale            | TGN Arhivat în 16 decembrie 2010, la Wayback Machine. | 2,72                  |
| Electrica S.A.                          | electricitate            | EL                                                    | 2,46                  |
| One United Properties S.A.              | dezvoltator imobiliar    | ONE                                                   | 2,35                  |
| S.C. MedLife S.A.                       | servicii medicale        | M                                                     | 2,25                  |
| TTS (Transport Trade Services)          | transportator de mărfuri | TTS                                                   | 1,85                  |
| C.N.T.E.E. Transelectrica               | electricitate            | TEL Arhivat în 16 decembrie 2010, la Wayback Machine. | 1,37                  |
| TeraPlast SA                            | procesator de polimeri   | TRP Arhivat în 26 noiembrie 2014, la Wayback Machine. | 1,20                  |
| Bursa de Valori București S.A.          | bursă de valori          | BVB[nefuncțională]                                    | 0,82                  |
| Aquila Part Prod Com                    | distribuție              | AQ                                                    | 0,80                  |
| Purcari Wineries P.L.C.                 | producție de vin         | WINE                                                  | 0,75                  |
| Sphera Franchise Group                  | alimente                 | SFG                                                   | 0,65                  |
| S.C. CONPET S.A.                        | transport prin conducte  | COTE                                                  | 0,45                  |
| Capitalizare indice: 50 miliarde de lei |                          |                                                       |                       |

Actualizat în februarie 2024